# Cosimo Ruggieri
Cosimo Ruggieri, fr. Côme Ruggieri (Firenca, ? - Pariz, 28. ožujka 1615.), talijanski astrolog i čarobnjak, savjetnik francuske kraljice Katarine de' Medici (1519. – 1589.). Budućoj je kraljici navodno prorekao dolazak na prijestolje, premda je u tom trenutku njen suprug Henrik Orleanski bio tek drugi u redosljedu nasljeđivanja kraljevske krune.
Ruggieri se, osim astrologijom, bavio i nekromancijom, a navodno i ostalim praksama crne magije. Godine 1574. otkrivena urota protiv Karla IX. i njegove majke koju su u korist Katarininog najmlađeg sina trebali izvršiti njegovi pouzdanici La Molle i Coconas. Prilikom njihova uhićenja pronađena je voštana figura probodena iglama koja je vjerojatno predstavljala Karla IX. Sumnja je pala na Ruggierija, te je uhićen. Istodobno, Karlo IX. se iznenada razbolio, što je kraljicu Katarinu dodatno uvjerilo u bacanje zlih čini na njena sina.
Cosimo je osuđen na robovanja na galiji, ali nešto kasnije našao se u Marseillesu gdje je podučavao astrologiju, da bi potom primio pomilovanje od kraljice i vratio se u Pariz. Godine 1585. imenovan je opatom samostana St. Mahe. Četiri godine kasnije preminula je kraljica Katarina de' Medici, a Ruggieri se 1598. godine opet našao pred optužbom za vradžbine, kada je optužen da je bacio čini na kralja Henrika IV. Navarrskog. Ruggieri se na suđenju pozvao na pomaganje Henriku za vrijeme Bartolomejske noći, te je naposljetku oslobođen optužbi.
Zadnje godine života proveo je u Parizu pišući almanahe.